# Крест польских солдат из Америки
Крест польских солдат из Америки (пол. Krzyż Żołnierzy Polskich z Ameryki) — знак отличия Второй Речи Посполитой, учреждённый в 1920 году по приказу начальника государства Юзефа Пилсудского для награждения добровольцев из США и Канады, прибывших в Польшу для защиты обретённой независимости. Крест вручался до 1927 года.

## Описание награды
Знак отличия был изготовлен в виде бронзового креста с заостренными концами размером 55 × 55 мм. На лицевой стороне креста в центральной части изображен коронованный орел. На плечах креста располагалась надпись SWOIM ŻOŁNIERZOM Z — AMERYKI — OSWOBODZONA POLSKA. За пределами креста сделанная надпись SZAMPANIA — LWÓW — WOŁYŃ — POMORZE, названия мест где польские добровольцы принимали участие в боях. Обратная сторона креста гладкая.
В 1930 году появилась вторая вариация знака отличия, отличалась она меньшим размером 40 × 40 мм и крест был покрыт белой эмалью.